# Ferdinand Kardoš
Ferdinand Kardoš (4. července 1905 – 23. prosince 1984) byl slovenský fotbalista, brankář, reprezentant Československa.

## Sportovní kariéra
Za československou reprezentaci odehrál 14. června 1931 přátelské utkání s Polskem, které skončilo výhrou 4-0. Stal se tak desátým brankářem reprezentace.
Byl brankářem ČsŠK Bratislava (1930–1931) – (1935–1936).